# Oswego Township (comté de Kendall, Illinois)
Oswego Township est un township du comté de Kendall dans l'Illinois, aux États-Unis,.

## Source de la traduction
- (en) Cet article est partiellement ou en totalité issu de l’article de Wikipédia en anglais intitulé « Oswego Township, Kendall County, Illinois » (voir la liste des auteurs).